# Kanton Nancy-2
Der Kanton Nancy-2 ist seit 2015 ein französischer Wahlkreis im Arrondissement Nancy, im Département Meurthe-et-Moselle und in der Region Grand Est (bis 2015 Lothringen).

## Geschichte
Der Kanton entstand bei der Neueinteilung der französischen Kantone im Jahr 2015 aus Teilen von Kantonen im Raum Nancy.

## Gemeinden
Der Kanton Nancy-2 umfasst den Nordwesten, Norden und Nordosten der Stadt Nancy.

## Politik
Im 1. Wahlgang am 22. März 2015 erreichte keines der fünf Wahlpaare die absolute Mehrheit. Bei der Stichwahl am 29. März 2015 gewann das Gespann Véronique Billot/Mathieu Klein  (beide PS) gegen Chantal Carraro/Thierry Coulom (beide Union du Centre) mit einem Stimmenanteil von 56,66 % (Wahlbeteiligung: 44,78 %).
| Vertreter im conseil général des Départements | Vertreter im conseil général des Départements | Vertreter im conseil général des Départements |
| Amtszeit                                      | Name                                          | Partei                                        |
| --------------------------------------------- | --------------------------------------------- | --------------------------------------------- |
| 2015–                                         | Véronique Billot Mathieu Klein                | PS                                            |